# Belvèze-du-Razès
Belvèze-du-Razès (okzitanisch: Bèlvéser) ist eine südfranzösische Gemeinde mit 841 Einwohnern (Stand 1. Januar 2022) im Zentrum des Départements Aude in der Region Okzitanien (vor 2016 Languedoc-Roussillon). Die Gemeinde gehört zum Arrondissement Limoux (bis 2017 Limoux) und zum Kanton La Piège au Razès. Die Einwohner werden Belvézois genannt.

## Lage
Belvèze-du-Razès liegt in der südöstlichen Randzone des Lauragais in der ehemaligen Grafschaft Razès etwa 25 Kilometer westsüdwestlich von Carcassonne am Sou. Umgeben wird Belvèze-du-Razès von den Nachbargemeinden Gramazie im Norden, Cailhau im Nordosten, Cambieure im Osten, Routier im Südosten, Alaigne im Süden, Bellegarde-du-Razès im Südwesten sowie Mazerolles-du-Razès im Westen und Nordwesten.

## Bevölkerungsentwicklung
| Jahr                       | 1962 | 1968 | 1975 | 1982 | 1990 | 1999 | 2006 | 2019 |
| Einwohner                  | 556  | 610  | 666  | 738  | 836  | 765  | 766  | 857  |
| Quellen: Cassini und INSEE |      |      |      |      |      |      |      |      |

## Sehenswürdigkeiten
- Kirche Notre-Dame-de-l'Assomption aus dem 14. Jahrhundert
- Schloss aus dem 18. Jahrhundert